# Черешок

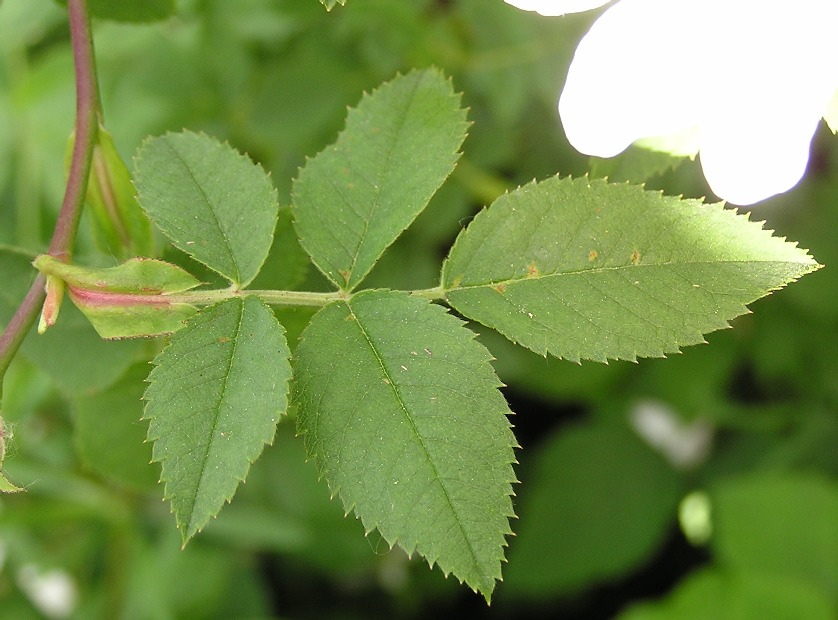
Лист розы собачьей (Rosa canina), на котором видны черешок, два прилистника, рахис и пять листочков

Черешок в ботанике — это стебелёк, который прикрепляет листовую пластинку к стеблю:87:171   и способен поворачивать поверхность листа лицом к солнцу. Это придает растениям характерное расположение листвы. Выросты, появляющиеся с каждой стороны черешка у некоторых видов, называются прилистниками. Листья с черешком называются черешковыми, а листья без черешка называются сидячими. Сидячее прикрепление в свою очередь подразделяется на влагалищное, низбегающее и стеблеобъемлющее.

## Описание

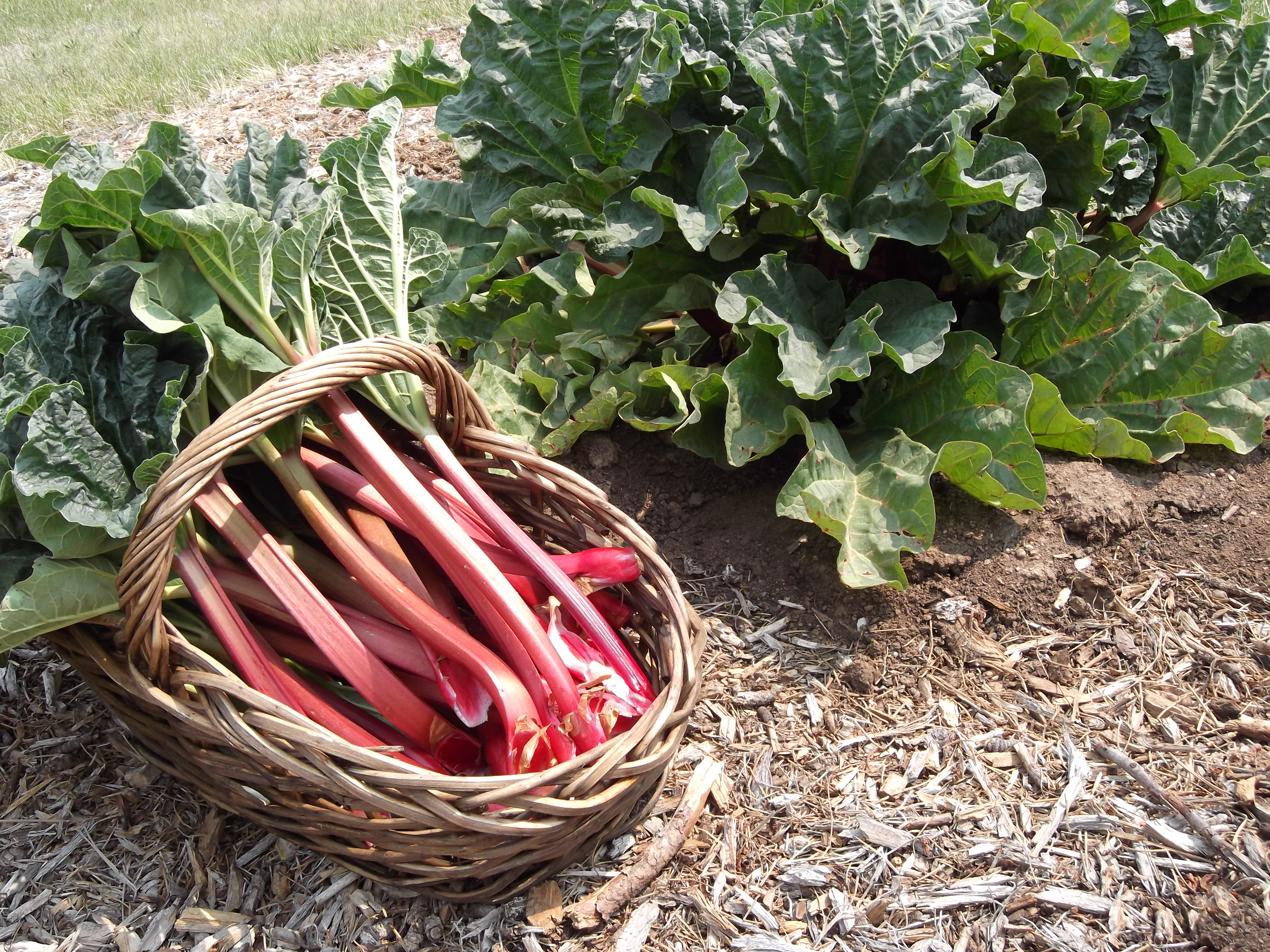
Собранные черешки ревеня с прикрепленными листовыми пластинками

Черешок — это стебелёк листа, который прикрепляет лист к стеблю растения. У черешковых листьев черешок может быть длинным, как у листьев сельдерея и ревеня, или коротким. Когда он полностью отсутствует, лист прикрепляется непосредственно к стеблю и считается сидячим. Субпетиолатные листья имеют очень короткий черешок и могут казаться сидячими:157. Семейство Заразиховые является примером семейства, в котором листья всегда сидячиеe.:639 В некоторых других группах растений, например среди видов рода Вероника, встречаются и черешковые, и сидячие листья:584.

Виды прикрепления листа к стеблю
Черешковый лист
Черешковый лист c прилистниками
Сидячий лист
Сидячий лист с влагалищным прикреплением
Стеблеобъемлющий (сидячий) лист
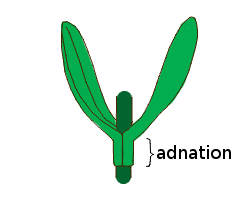
Низбегающий (сидячий) лист
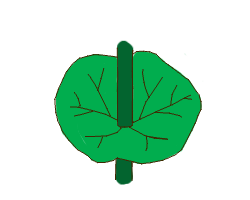
Пронзённый (сидячий) лист
Сидячий лист с растубом

У злаков (Poaceae) листья апетиолатные, но листовая пластинка может быть сужена на стыке с листовым влагалищем, образуя псевдочерешок, как у Pseudosasa japonica.:391
У растений с со сложными листьями листочки прикреплены к продолжению черешка, называемому рахисом:98. Каждый листочек может быть прикреплен к рахису коротким стеблем, называемым черешочком:87. На обоих концах черешка могут быть вздутые участки, известные как пульвина:97, которые состоят из гибкой ткани, обеспечивающей подвижность листа. Пульвины распространены в семействе бобовых Fabaceae и семействе марантовых Marantaceae. Пульвина на черешке называется пульвинулусом.
У некоторых растений черешки уплощаются и расширяются, превращаясь в филлодии (также известные как кладофиллы), а настоящие листья на конце филлодия могут быть уменьшены или отсутствовать вовсе. Таким образом, филодия выполняет функции листа. Филлодии широко распространены в роде Acacia, особенно у австралийских видов, одно время их помещали в подрод Acacia подрода Phyllodineae.
У некоторых видов акации, например у вида Acacia koa, черешки увеличены и расширены и выполняют функцию листовой пластинки — такие черешки называют филло́дии. На конце филлодия нормальный лист может существовать, а может и не существовать.

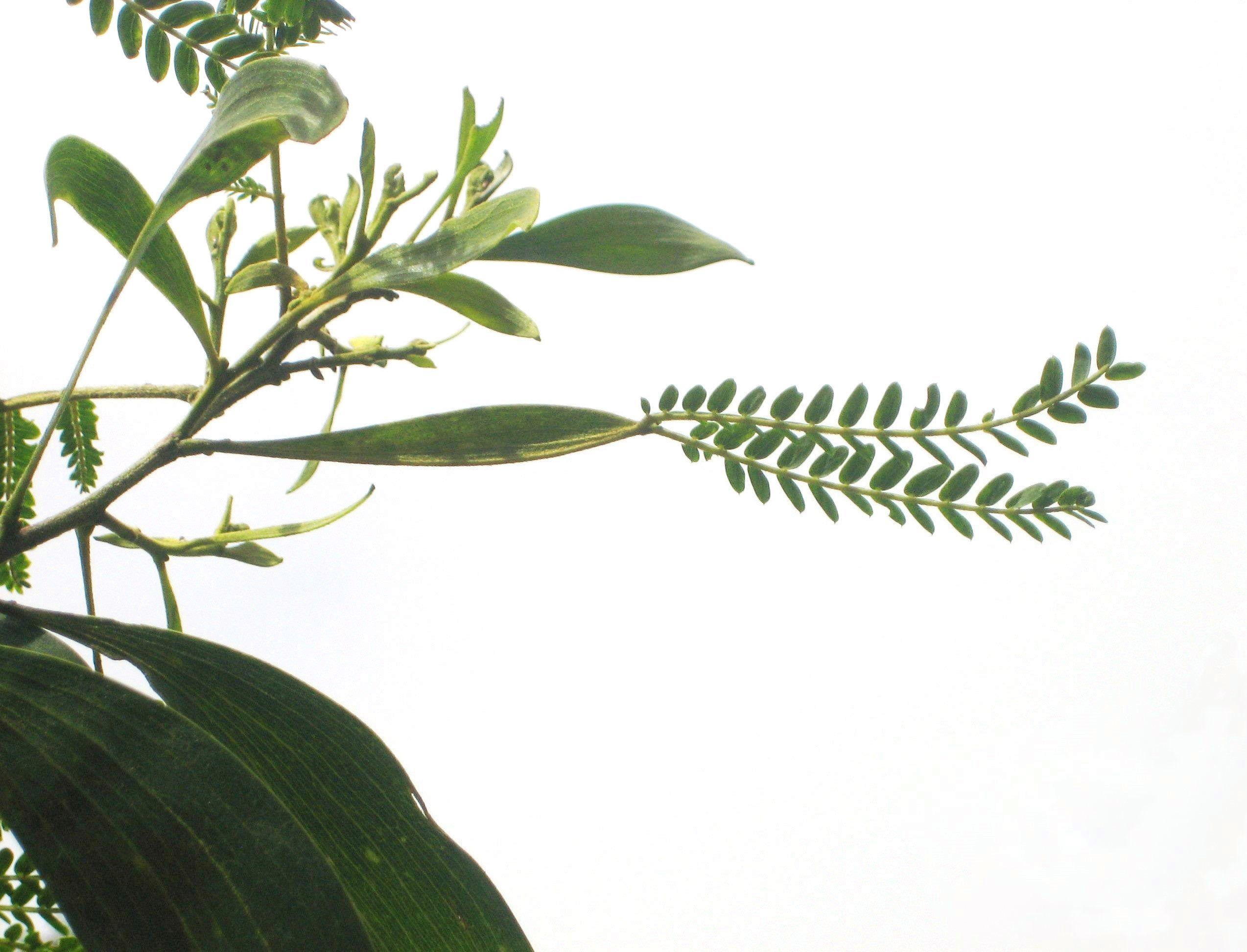
Acacia koa с филлодом между ветвью и сложными листьями

У Acacia koa филлодии кожистые и толстые, что позволяет дереву выживать в стрессовых условиях. Черешок позволяет частично погруженным гидрофитам иметь листья, плавающие на разной глубине, при этом черешок находится между узлом и стеблем.
У некоторых растений та часть черешка, которая находится около основания листовой пластинки, утолщена. Это утолщение называется коленце, или геникулум (лат. geniculum). Коленце свойственно, к примеру, для многих растений семейства Ароидные.

## Применение
У таких растений, как ревень (Rheum rhabarbarum), сельдерей (Apium graveolens), артишоки, мангольд, бок-чой черешки выращиваются как овощные культуры.
Из дикорастущих растений в кулинарии используются черешки лопуха и белокопытника японского.
Черешок ревеня растет непосредственно из корневища и на его конце образуется лист. Ботанически он относится к категории овощей, но в кулинарии его чаще используют как фрукт.
Черешки листьев орляка обыкновенного можно использовать для плетения грубой тары.